# Monsonia nivea
Monsonia nivea là một loài thực vật có hoa trong họ Mỏ hạc. Loài này được (Decne.) Decne. ex Webb mô tả khoa học đầu tiên năm 1854.